# You Had Me at Hello
You Had Me at Hello é o álbum de estreia lançado pela banda de Metalcore Bury Your Dead, em 2002. O título vem de uma linha de diálogo romântico no filme Jerry Maguire.
O álbum foi posteriormente relançado em Eulogy Recordings, com o grafismo do álbum novo, e os rótulos dos actuais membros da banda no disco. O álbum foi lançado em 2005.

## Faixas
1. "Sunday's Best" - 2:51
2. "Tuesday Night Fever" - 2:39
3. "Dragged Out And Shot" - 1:37
4. "So Fucking Blues" 2:19
5. "Burn Baby Burn" - 1:57
6. "33 RPM" - 2:37
7. "Camo Is My Favorite Color" - 2:06
8. "69 Times A Charm" - 2:08
9. "Ten Minute Romance" - 3:03
10. "Mosh N' Roll" - 12:02

## Créditos
- Joe Krewko - vocal
- Brendan "Slim" MacDonald - guitarra
- Jesse Viens - guitarra
- Steve Kent - baixo
- Mark Castillo - bateria